# Batalha de Kaesong-Munsan
A Batalha de Kaesong-Munsan foi parte da Operação Pokpoong, a ofensiva da República Popular Democrática da Coreia que marcou o início da Guerra da Coreia.

## Prelúdio
Devido à forte modificação das Forças Armadas da República da Coreia, a qualidade do treinamento da 1ª Divisão de Infantaria da República da Coreia foi extremamente inferior à de outras divisões. O 11º Regimento de Infantaria e o 12º Regimento de Infantaria começaram a treinar; apenas 2 batalhões do 13º Regimento de Infantaria estavam na última fase do treinamento, e 1º batalhão foi enviado para o treinamento de campo.
Além disso, 57% dos soldados receberam licença em 24 de junho. Sob as circunstâncias, o 12º Regimento de Infantaria teve que defender 80 km de linha de frente com apenas 800 soldados. Além disso, armas pesadas e veículos foram enviados para a retaguarda para reorganização, e o comandante da divisão Paik Sun-yup estava ausente na cena para treinar desde 14 de junho.